# Martin Agricola
Martin Agricola, född 6 januari 1486 och död 10 juni 1556, var en tysk kompositör och musikförfattare.

## Biografi
Agricola levde i Magdeburg, troligtvis som protestantisk kantor från år 1525. Han har komponerat en rad värdefulla kompositioner, bland annat bearbetningar av koraler.
Han var en av de allra tidigaste teoretikerna, som, genomträngda av Luthers folkliga kristendoms- och kulturuppfattning, konsekvent använde sitt tyska modersmål i sina skrifter. Hans teoretiska arbeten ger realkunskap om dåtida musik, bland det främsta av dessa är Musica instrumentalis deudsch (1528, ny upplaga i Publikationen der Gesellschaft für Musikforschung.